# Jon Mack
Jon Mack – amerykańska aktorka, piosenkarka-autorka tekstów i kompozytorka, najbardziej znana ze swoich występów w Kariera Dorothy Dandridge, Spiders 3D, Piła VI, Trener bardzo osobisty.

## Życiorys
Jon Mack urodziła się w Rochester w stanie Michigan. Jest pochodzenia polskiego i wschodnioeuropejskiego. Pracowała z Halle Berry w Kariera Dorothy Dandridge, Gerard Butler w Trener bardzo osobisty, z udziałem Jessica Biel, Uma Thurman i Catherine Zeta-Jones. Tworzy również muzykę ze swoim zespołem o nazwie Auradrone. Pracuje też poprzez fundację, by bronić zagrożonych zwierząt.

## Filmografia
- 1998: One World(inne języki)
- 1999: Kariera Dorothy Dandridge
- 1999: Boski żigolo
- 1999: Hefner: Unauthorized
- 2009: Lost in the Woods
- 2009: Piła VI
- 2009: Lost in the Woods
- 2009: Accused at 17
- 2010: Mongolian Death Worm(inne języki)
- 2010: Dinocroc vs. Supergator(inne języki)
- 2010: The Confidant
- 2010: Mandrake
- 2011: Super Tanker
- 2011: Camel Spiders(inne języki)
- 2011: Mega Cyclone
- 2011: Goodnight Burbank(inne języki)
- 2012: Stalked at 17(inne języki)
- 2012: A Christmas Wedding Date
- 2012: Trener bardzo osobisty (Playing For Keeps)
- 2013: Straight A’s(inne języki)
- 2013: Spiders 3D(inne języki)
- 2013: 1000 lat po Ziemi (After Earth)
- 2013: The Perfect Boyfriend
- 2014: TMI Hollywood
- 2015: LA Apocalypse
- 2015: Fire Twister
- 2015: Blunt Force Trauma(inne języki)
- 2015: Lavalantula
- 2015: Strangers in a Book
- 2015: Stormageddon
- 2016: Drakul
- 2016: 2 Lava 2 Lantula!
- 2016: Mind Blown
- 2017: Pandora’s Box
- 2018: Crypto Heads
- 2018: The Amityville Murders
- 2018: Power Play
- 2018: American Undercover
- 2018: American Paradise
- 2018: Saving My Baby
- 2019: Kill Chain

## Dyskografia
- Auradrone: Weapon of Choice (2016)
- Auradrone: Shadow (2012)
- Auradrone: The Escape (2011)
- Auradrone: Autoerotic (2008)